# Обориште (Пазарджикская область)
Обориште (болг. Оборище) — село в Болгарии. Находится в Пазарджикской области, входит в общину Панагюриште. Население составляет 1 278 человек.
Село расположено в горном массиве Средна-Гора. Через село проходит автодорога из города Панагюриште в село Вакарел. От административного центра общины — города Панагюриште, расположенного восточнее, Обориште удалено на 10 км. Близлежащие сёла: Поибрене (8 км на запад) и Мухово (17 км на юг). Село находится близ нескольких горных вершин, на одной из них расположена телевизионная вышка.

## История
Прежнее название села (до 1950 года) — Мечка (по болг. мечка — медведь). Местность эта известна, тем, что в апреле 1876 года здесь было проведено Обориштенское собрание, где было принято решение о проведении Апрельского восстания. От села Мечка на том собрании также был депутат — Димитр Павлов.

## Известные уроженцы
- Наплатанов, Николай Делчев — учёный-кибернетик

## Политическая ситуация
В местном кметстве Обориште, в состав которого входит Обориште, должность кмета (старосты) исполняет Милко Ангелов Ангелов (Граждане за европейское развитие Болгарии (ГЕРБ)) по результатам выборов правления кметства.
Кмет (мэр) общины Панагюриште — Георги Илиев Гергинеков (коалиция в составе 2 партий: Болгарская социалистическая партия (БСП), Объединённый блок труда (ОБТ)) по результатам выборов в правление общины.

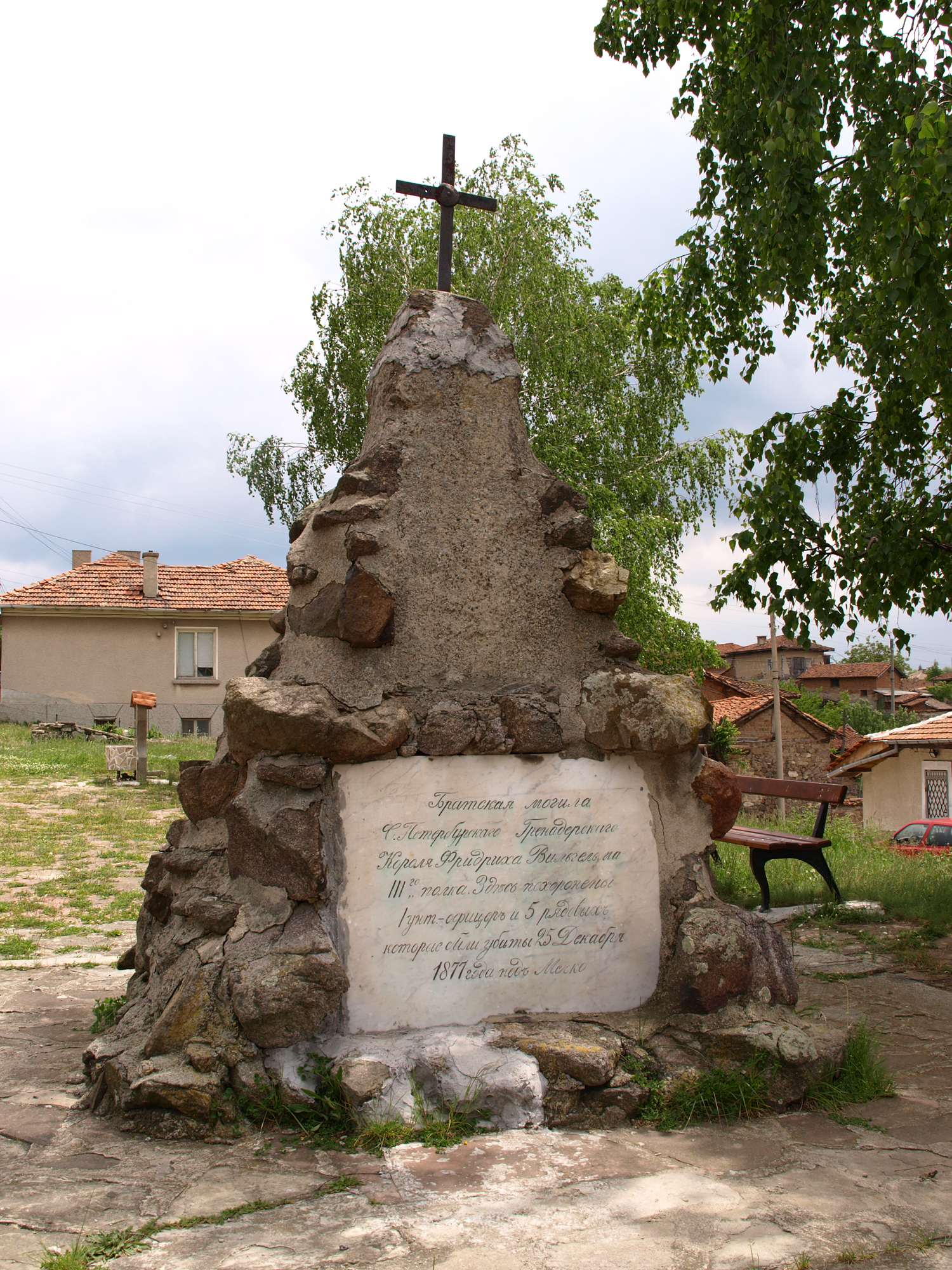
Братская могила павших в Русско-Турецкой Освободительной войнe С.Петербуркского гренадерского Короля Фридриха Вильгельма III-го полка, с. Обориште